# سانت جان الشمالية
سانت جان الشمالية هي مدينة من مدن هايتي. يبلغ عدد سكانها 23,251 نسمة وذلك حسب إحصائيات سنة 2009. يبلغ ارتفاع المدينة عن سطح البحر قرابة 0 متر. تبلغ مساحتها 69.29 كم².